# (30585) Firenze
(30585) Firenze  es un asteroide perteneciente al cinturón de asteroides, descubierto el 14 de agosto de 2001 por Maura Tombelli y Andrea Boattini desde el Observatorio Astronómico de las Montañas de Pistoia, en Italia.

## Designación y nombre
Firenze se designó inicialmente como 2001 PE14.
Más adelante fue nombrado en honor a Florencia, una ciudad italiana y el centro intelectual y artístico conocido como la Cuna del Renacimiento. La ciudad es un cofre del tesoro de pinturas, esculturas y edificios con cúpulas de terracota, un homenaje a artistas como Da Vinci, Botticelli y Miguel Ángel, de una gloriosa edad de oro que duró tres siglos.

## Características orbitales
Firenze orbita a una distancia media del Sol de 2,527 ua, pudiendo acercarse hasta 1,964 ua y alejarse hasta 3,089 ua. Tiene una excentricidad de 0,223 y una inclinación orbital de 2,716° grados. Emplea en completar una órbita alrededor del Sol 1466,96 días.

## Características físicas
Su magnitud absoluta es 15,40.